# Lombo (Macedo de Cavaleiros)
Lombo is een plaats (freguesia) in de Portugese gemeente Macedo de Cavaleiros en telt 600 inwoners (2001).